# Shenay Perry
Shenay Perry (ur. 6 lipca 1984 w Waszyngtonie) – amerykańska tenisistka.
1 stycznia 2000 otrzymała status profesjonalny, a swoje starty zakończyła we wrześniu 2010. Jest zawodniczką praworęczną. Wygrała 9 turniejów ITF. Najlepszy wynik wielkoszlemowy uzyskała w Wimbledonie 2006 – dotarła do 4 rundy. W 2006 reprezentowała Stany Zjednoczone w Fed Cup.

## Wygrane turnieje rangi ITF
| turnieje z pulą nagród 100 000 $ |
| turnieje z pulą nagród 75 000 $  |
| turnieje z pulą nagród 50 000 $  |
| turnieje z pulą nagród 25 000 $  |
| turnieje z pulą nagród 15 000 $  |
| turnieje z pulą nagród 10 000 $  |

### Gra pojedyncza
|    | Data       | Turniej       | ($)    | Naw.   | Finalistka           | Wynik         |
| 1. | 02/03/2003 | Saint Paul    | 50 000 | twarda | María Vento-Kabchi   | 6:2, 6:4      |
| 2. | 06/07/2003 | Los Gatos     | 50 000 | twarda | Amber Liu            | 6:0, 7:5      |
| 3. | 03/10/2004 | Troy          | 50 000 | twarda | María Emilia Salerni | 6:2, 6:2      |
| 4. | 24/10/2004 | Cary          | 50 000 | twarda | Kelly McCain         | 4:6, 6:4, 7:5 |
| 5. | 14/11/2004 | Pittsburgh    | 50 000 | twarda | Sofia Arvidsson      | 6:2, 6:1      |
| 6. | 05/03/2006 | Las Vegas     | 75 000 | twarda | Emma Laine           | 6:1, 6:4      |
| 7. | 19/10/2008 | Lawrenceville | 50 000 | twarda | Julie Ditty          | 6:1, 6:3      |
| 8. | 26/04/2009 | Dothan        | 75 000 | twarda | Carly Gullickson     | 4:6, 6:1, 6:3 |
| 9. | 27/09/2009 | Albuquerque   | 75 000 | twarda | Barbora Strýcová     | 7:5, 6:2      |